# Sesklo (archeologische vindplaats)

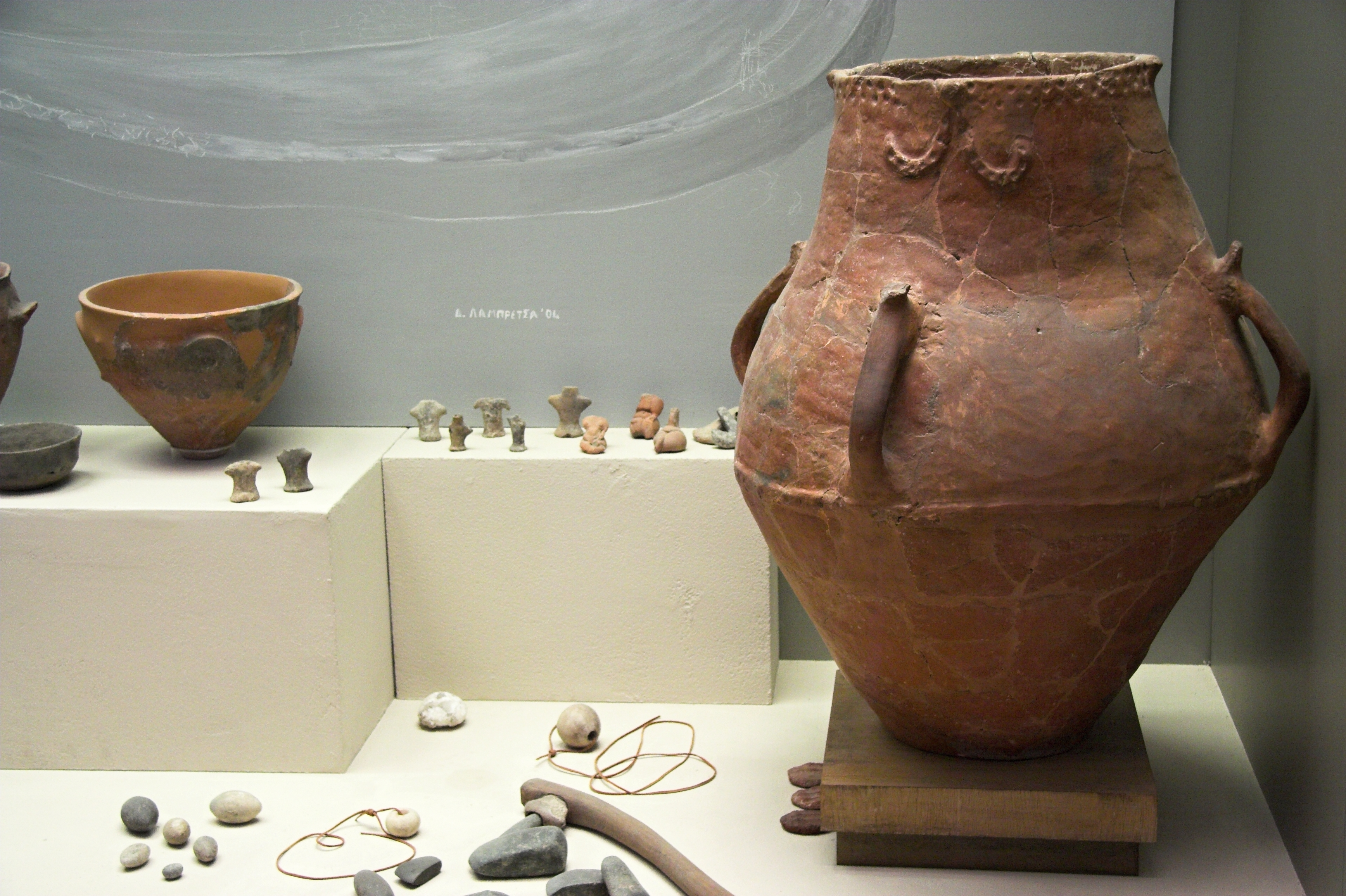
Vondsten uit de Sesklocultuur, rond 5300 v.Chr. (Nationaal Archeologisch Museum van Athene)

Sesklo is een archeologische vindplaats van het  vroege neolithicum, vernoemd naar het gelijknamige dorp ongeveer 10 km ten westen van Volos in Thessalië, Griekenland. 
Het is de typesite van de Sesklocultuur uit de 7e en 6e millennium v.Chr. (rond 6300 tot 5300 v.Chr.) welke aan het begin stond van het keramisch neolithicum in Griekenland.

## Onderzoeksgeschiedenis
De studie van het Griekse neolithicum is verbonden met Christos Tsountas (1857 - 1934). Tussen 1899 en 1906 voerde hij bij Sesklo en Dimini grootschalige opgravingen uit en stelde hij de eerste lijst met vindplaatsen samen. In 1908 volgde een publicatie in het Grieks. In de daaropvolgende decennia vond verder onderzoek voornamelijk plaats in de context van de Myceense, Minoïsche en Klassieke oudheid. 

## Tijdstadia van de Sesklocultuur
De Sesklocultuur is verdeeld in drie fasen: Proto-Sesklo, Pre-Sesklo en Sesklo, afhankelijk van het aardewerk dat werd gevonden in 30 opgravingen van een paar honderd bekende nederzettingsheuvels. Ten tijde van het Protosesklo was het aardewerk meestal monochroom roodachtig tot bruinachtig beschilderd en goed gepolijst. Eenvoudige versieringen, zoals zigzaglijnen, golven en ruiten, zijn ook aanwezig. Voor de Pre-Sesklo-periode zijn de impresso-waren kenmerkend (typisch voor de Adriatische regio), samen met het monochrome aardewerk dat nog steeds werd gebruikt. In de Sesklo-periode werden de tradities van de Proto-Sesklo-periode hervat. Lijnbanden, wolfstanden op zigzaglijnen en schaakbordpatronen waren populaire motieven voor het decoreren van aardewerk.

## Neolithische nederzetting
Sesklo lijkt vanaf het 7e millennium v.Chr. bewoond te zijn geweest. Ten tijde van het Protosesklo waren er in de nederzetting paalwoningen en lemen gebouwen met stenen funderingen. Tijdens de Sesklo-periode telde de plaats meer dan 500 woningen, een voor die tijd behoorlijk groot aantal. De huizen, leemstenen gebouwen met stenen funderingen, waren vierkant en sommige hadden binnenin een paalconstructie. De neolithische nederzetting werd waarschijnlijk in het 5e millennium v.Chr. verwoest door brand. De Diminicultuur, die de Sesklocultuur volgde, vestigde zich er opnieuw.
De vestingen van Sesklo (5800-5300 v.Chr.) en het jongere Dimini, die qua plattegrond verwant zijn, laten al het basisschema van een feodaal landhuis zien. De benedenstad van Sesklo werd gedomineerd door de akropolis, die omgeven was door twee ovale ringmuren (ca. 40 cm breed). m, lengte ca. 55m). Het centrum van de bebouwing was de megaron, die precies noord-zuid georiënteerd was. Het gebouw was gebaseerd op een netachtige modulaire structuur (3 x 6 modules = 30×60 voet = 8,80 × 17,60 m, een module = 10 voet). De beeldverhouding kwam overeen met een harmonische rechthoek met een beeldverhouding van 1:2. Het vorstelijke gebouw werd betreden via een portiek met pilaren (1 x 3 modules) met twee ronde houten steunen tussen de anten. Daarachter bevond zich de vierkante koningszaal (3 x 3 modules), ondersteund door drie ronde houten steunen. In de westelijke helft bevond zich de haard. Er was nog een kamer aan de achterkant (1.5 × 3 modules). De achterste tongwanden zijn ook terug te vinden bij de megara van Troje. Het bouwtype doet denken aan de oorspronkelijke vorm van een rechthoekige nomadentent (vestibule en hoofdtent), waarbij de vestibule als een baldakijn wordt ondersteund door houten palen, zoals deze binnen werden gebruikt. Voor Gerd Braun was dit een ontwikkeling die geleidelijk via het Myceens-Homerische megaron naar de antentempel zou leiden.